# 伦纳德·霍夫斯塔特
伦纳德·李奇·霍夫斯塔特博士（英語：Leonard Leakey Hofstadter, Ph.D，亦译为莱纳德·霍夫斯塔德）是哥伦比亚广播公司（CBS）电视剧《生活大爆炸》中的一个虚构角色，由约翰尼·盖尔克奇饰演。伦纳德是一位实验物理学家，与同事兼好友的谢尔顿·库珀（吉姆·帕森斯饰）共住一间公寓。伦纳德和谢尔顿的角色名称来自于演员和制片人谢尔顿·伦纳德，及诺贝尔奖获得者罗伯特·霍夫施塔特和利昂·库珀。
伦纳德被描述为剧集里类似喜劇雙人搭檔中的“捧哏”（英語：straight man）角色。佩妮在剧集里是伦纳德隔壁的邻居以及主要的潜在恋人。编剧围绕他和邻居佩妮纠结的两性关系写故事，这成为了剧集的主要推动力。

## 个性
伦纳德来自新泽西州，是加州理工学院的一名实验物理学家，与同事兼好友谢尔顿·库珀在加州帕萨迪纳市共住一间公寓。	
他常常戴着具有角色特色的黑框眼镜，低帮的黑色匡威全明星运动鞋，中性色的运动夹克，棕色裤子和物理学主题的T恤。	 
虽然伦纳德和他的同事在家的时候给人极客的感觉，他自己还是希望能够更多地融入社会。	 
他在佩妮出现的瞬间就被她吸引住了，并从一开始就努力尝试与她约会。
在早期的剧集中，伦纳德很不情愿让佩妮知道自己的业余生活（比如“克林贡填字游戏”），因为他不希望被佩妮视为一个极客。	 
虽然有很大程度上伦纳德符合极客的定义，相对于谢尔顿（不能理解社会习俗），拉杰（除非受到酒精影响不然不能和女性说话）以及霍华德（和女性调情时太恶心）来说，他在社交中碰到的尴尬情境要少很多。	 
伦纳德同样也会拉大提琴。正如在某一集里大家看到的，他和莱斯利·温克尔练习他们的乐器然后就去嘿咻了。	 
虽然伦纳德对自己的极客身份很抵触，他还是有包括“星球大战”主题的床单，一套昂贵的超人漫画书收藏（并且还戴着和克拉克·肯特一个样式的眼镜）以及一件“太空堡垒卡拉狄加”里的殖民勇士飞行服。	 
比较早的一集中，伦纳德为了向佩妮展示自己的成熟以取悦她而试图卖掉他的这些藏品。但当他看到佩妮已经与另一个男人约会后改变了主意。
伦纳德和谢尔顿一起住了好几年，对他非常了解，能够准确地解释谢尔顿的行为，并且有很多场合都成为了谢尔顿和其他人之间的媒介这样一种角色。举个例子，当佩妮和谢尔顿开始一场很激烈的争吵时，伦纳德把谢尔顿母亲的号码给了佩妮， 这样她就可以打电话给她儿子训斥他的行为以结束这场争端。
伦纳德的对健康的主要担心是他的乳糖不耐症；他害怕放屁，所以不吃哪怕很少量的乳制品，包括奶酪，酸奶和黄油。	 
同时伦纳德因为近视需要佩戴眼镜，而且没戴眼镜时几乎看不清任何东西。有一次伦纳德在电影院的时候眼镜碎了，他不得不回到公寓去拿他的备用眼镜。霍华德和拉杰通过头戴式摄像机远程帮助他穿过起居室。	 
在有一集中伦纳德说他有睡眠呼吸暂停综合症。在和莱斯利·温克尔恋爱时他告诉莱斯利他家庭里的很多人都死于心脏病，因此他在基因上也许也有得类似疾病的倾向。	 
谢尔顿在剧集里很多地方也提到过伦纳德晕车，除非他坐在前座。	 

## 家庭
伦纳德家里的所有成员都是科学家，除了他的哥哥，是哈佛法学院的终身法学教授。	 
他的母亲， 贝芙莉·霍夫斯塔特博士，是一位和谢尔顿有同样性格的精神病专家和神经科学家，包括严谨的说话习惯，对社会习俗缺乏了解，对细节的过分注意，并且需要为伦纳德的悲剧童年负主要责任。鉴于他母亲的观点，伦纳德小时候从来没有庆祝过自己的生日，并且当她来看伦纳德时，他的非原创研究并没有打动她。伦纳德告诉佩妮他小时候造过一台“拥抱机”来补偿原本应该来自母亲的感情。然后他说他父亲经常会把这台机器借去。贝芙莉指出伦纳德的兄弟姐妹在他们各自的领域要比他成功得多。伦纳德的哥哥迈克尔是哈佛的法律教授，同时也是新泽西州历史上最年轻的上诉法庭法官。伦纳德的姐姐是一位尖端医学研究者，正在使用长臂猿实验以期治疗糖尿病。
伦纳德的父亲被简单提到是一位人类学家。	 
谢尔顿说过伦纳德的中间名“李奇”取自伦纳德的父亲曾经的共事者，著名考古学家路易斯·李奇。
虽然关于伦纳德的亲戚现在所知不多，不过还是有几条线索：第一集里，谢尔顿和伦纳德谈到过伦纳德的祖母在前一年的感恩节到访。她有阿尔茨海默症，并且这次造访中很明显“有一个小插曲”，让她脱了衣服切火鸡。贝芙莉的第一次到访时，她提到伦纳德的叔叔弗洛伊德死了，这让伦纳德非常地不高兴（根据他的说法，弗洛伊德是他唯一真正喜欢的家庭成员）。伦纳德另外还有几个叔叔，谢尔顿说他们都秃顶得厉害，坐在一起时“如同半盒子鸡蛋”（虽然伦纳德声称他的姨妈是“你见过的毛发最浓密的人之一”）。

## 工作
伦纳德的智商有173，拿到他的博士学位时是24岁。霍夫斯塔特博士当年依靠他关于实验粒子物理学的博士论文拿到年度论文奖。
伦纳德作为实验物理学家，在工作中经常会使用各种激光器，包括氦氖激光器和自由电子激光器，他的研究课题包括玻色－爱因斯坦凝聚，量子力学基础，海平面软宇宙射线，以及新型火箭燃料的研究。伦纳德设计实验来验证物理理论，但是根据讨厌且自大的理论物理学家谢尔顿，他的大部分工作都不是原创的，因而并不重要。	 
他曾试图把机密的火箭燃料用在霍华午的模型火箭上，但在调整配方时计算错误，使得他所住公寓的电梯被炸毁无法修复。他试图否定暗物质存在的研究也因为另外一位物理学家的工作而搁置。然而他通过一个光电倍增管进行的研究巩固了这种假设中的物质的存在证据，解决了这个问题。另外因为他对关于超固体的成功研究，他被实验物理研究所邀请作为一场研讨会的主要发言者。

## 关系

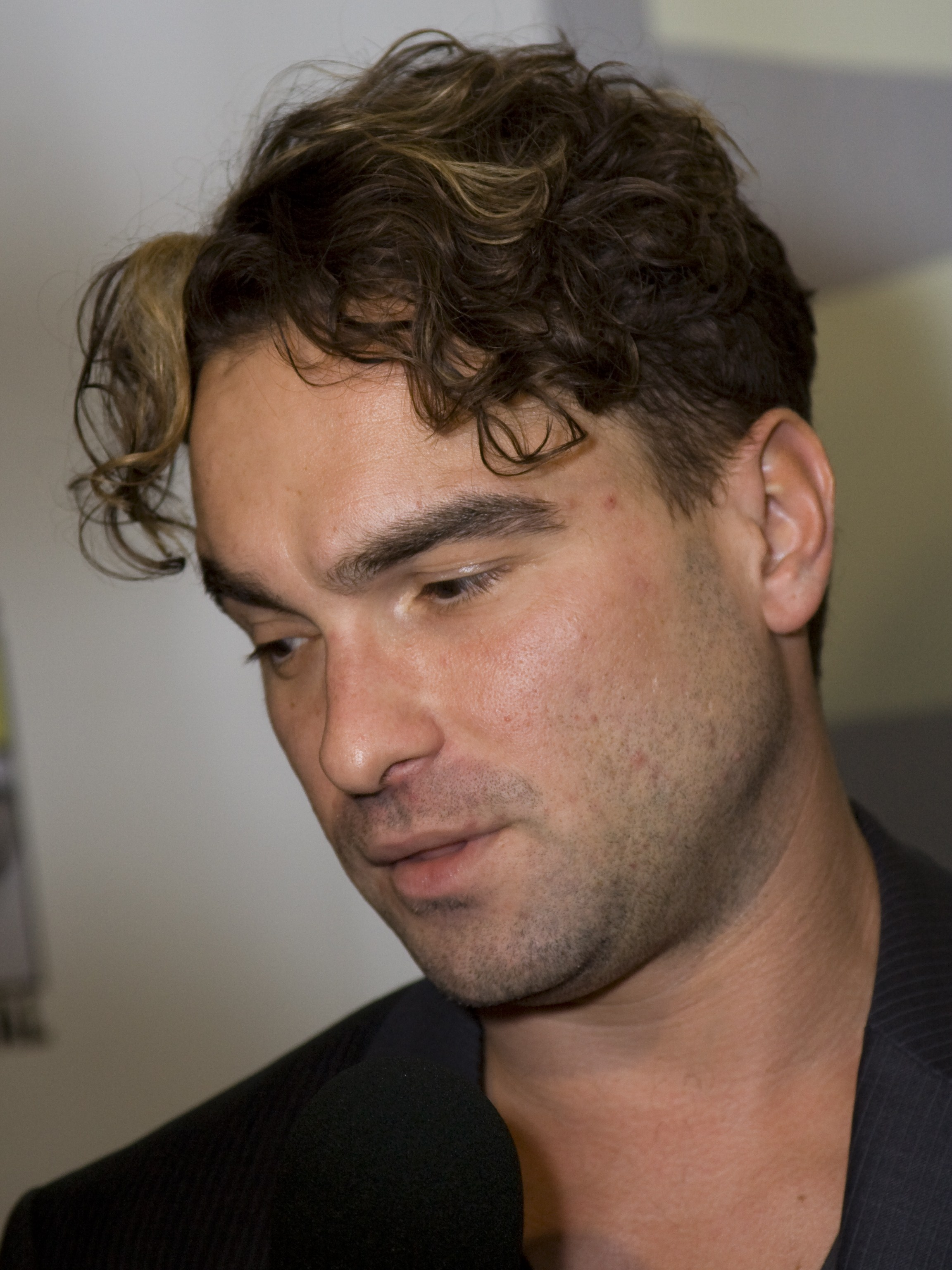
伦纳德·霍夫斯塔特的演員约翰尼·盖尔克奇

伦纳德在有女性在场时往往会害羞，但他一直想有一个女朋友。伦纳德几乎是對佩妮一見鍾情。他对于佩妮的迷恋是本剧第一季的主要剧情推动力。到了第一季最后一集，他终于成功地把佩妮約了出来，那是他们第一次约会。然后他们就分手了，起因是佩妮觉得自己沒有大學學歷，私下向別人透露自己擔心伦纳德會介意；而介意自己外貌不如諸位前男友的伦纳德得知這件事後，並不是向佩妮坦承自己也有自卑的地方，而是拿著社區大學的簡章建議她去就讀。
除了佩妮，伦纳德只有少数几个女人有过亲密关系。伦纳德有一个被提到过几次的女朋友叫乔伊斯·金。虽然她最近才真正现身，但之前伦纳德的朋友已经很多次提到过他们两个在一起只有27天，后来乔伊斯叛逃回朝鲜，大家才知道她是朝鲜的间谍。
当伦纳德感觉佩妮和自己合不来时，他最开始把注意力转到和同为科学家的莱斯利·温克尔。当伦纳德第一次约莱斯利出来時，她拒絕了。他后来与她发展的关系其實正好合了莱斯利心意：短命滥交。
第二季里，伦纳德和斯蒂芬妮·巴奈特医生开始了一段稳定关系。虽然这段关系发展良好，甚至得到了谢尔顿的肯定，但伦纳德对于斯蒂芬妮进入他的生活感觉不适应。最终这段关系在屏幕之外结束了。
另外一次，在伦纳德的母亲到访期间，伦纳德和佩妮因為受到精神分析的衝擊，兩人互相尋求慰藉，幾乎要上床做爱，但他此時提起与自己的母亲、佩妮和她的父亲相关的童年话题，毁掉了这个时刻。第二季的最后一集，当四位科学家要出门进行一次为期三个月的科学远征时，佩妮终于表现出了对伦纳德的牽掛，但她却把这种情感对伦纳德保密。
在第三季第一集，伦纳德和佩妮终于开始了一段浪漫的关系，发生了第一次性关系。	 
但是这段关系过早地结束了，因为伦纳德告诉佩妮他爱她而佩妮意识到她还不能说出同样的话。他们分手后不久，伦纳德仰慕的一位科学家就作为谢尔顿的朋友过来借宿一晚，并和他发生了一夜情。他们分手后这么快伦纳德就和别人上了床导致佩妮非常生气并且不加掩饰的厌恶。然后，这并没有对他们的友情造成严重的伤害，最终他们复合了。	 
在第三季最后一集，佩妮没有成功继续她和伦纳德的关系，她喝醉了然后和伦纳德嘿咻。到了早上，伦纳德认为他们已经复合，但佩妮告诉他这只是个错误。这给他们的关系带来很大伤害。这一集的末尾，伦纳德喝醉了并试图和佩妮嘿咻，却被佩妮踢出了房间。
伦纳德同样和拉杰的妹妹普里娅（很明显是每次到这座城市的时候）发生关系，虽然他之前已经和霍华德拉手指发誓说他们谁也不能试图和她发生关系而且拉杰也极力反对。
当佩妮的父亲到城里来时，佩妮表现得好像她仍然和伦纳德在一起，这样不会让她的父亲失望。她的父亲知道她最终和一个不是傻瓜（在他看来）的人约会后很明显非常高兴。当他发现这只是个骗局后，他请求伦纳德不要放弃佩妮。	 
在整个第四季过程中，很明显佩妮仍然喜欢着伦纳德。伦纳德有没有意识到这一点并不太清楚，虽然他同样仍然对佩妮感兴趣。在“捐助因子”这一集里，伦纳德和一个富婆发生关系，换来对物理学部门的一大笔捐赠；伦纳德最初不愿意，然后她承认不管怎么样她都会捐赠，于是他们发生了一夜情（伦纳德第二天一早回到家，因此佩妮看到了他“羞耻的行走”，而且谢尔顿认为伦纳德的未来就是通过给富婆当男伴来换取捐赠）。	 
当普里娅回来时，她和伦纳德开始恋爱，即便拉杰对此强烈反对，而佩妮入私下里对于伦纳德和别人约会很不高兴，最终崩溃并且大哭。伦纳德再一次地没有意识到佩妮的真实感受。
在第四季最后一集中，佩妮在醉酒后对拉杰什·库斯拉帕里吐露：“伦纳德是个好人，我根本不该和他分手。”却在酒精作用下和拉杰什上床。第二天早晨两人尴尬地出现在谢尔顿、伦纳德和霍华德前，为第五季留下来充满悬念的结局。
在第五季第十三集也是全剧第一百集时，伦纳德重新向佩妮约会。在第十四集时两人同意将两人的关系升级为“伦纳德与佩妮2.0”。